# 生物承載力
生物承载力（英語：或）是对生態系統產出的某些生物材料（如自然资源）以及其吸收和过滤其他材料（如大气中的二氧化碳）之估算。
生物承载力以人均地球公頃數表示，因此其取决于人類人口。生物承载力是根据联合国人口和土地之数据计算得出，并且可以不同区域層面（例如城市、国家或整个世界）进行报告。
生物承载力与生态足迹一起用作衡量人类对环境影响之方法。生物承载力和生态足迹是全球足迹网络创建的工具，用于世界各地有關可持续性研究。